# Aeroportul Maastricht Aachen
Aeroportul Maastricht Aachen (IATA: MST, ICAO: EHBK) este un aeroport din Beek, Limburg, Țările de Jos ce deservește zona Maastricht. Aeroportul a fost tranzitat în 2022 de 266.032 de pasageri. A fost deschis în 1945 și numit după zona deservită.
Situat la o altitudine de 114 m, aeroportul dispune de 1 pistă.

## Infrastructură

### Piste
Aeroportul dispune de o singură pistă. Pista 03/21 are suprafața de asfalt și dimensiunile 2.500 m × 45 m. 